# Juan Rodríguez Mafra
Juan Rodríguez Mafra (Palos de la Frontera, Huelva, 1470 - Tidore, 8 de noviembre de 1521), fue un navegante y explorador español, que participó como piloto de las naos Concepción y San Antonio en la expedición de Magallanes-Elcano, el primer viaje en completar la vuelta al mundo y durante el cual falleció.

## Biografía

### Juventud
Juan Rodríguez Mafra nació en Palos de la Frontera hacia 1470, según se desprende de su declaración en los pleitos colombinos el 16 de febrero de 1515, ya que afirmó tener más de 45 años. Era por tanto un marino de 22 años cuando las naves Santa María, Pinta y Niña se disponían a zarpar del puerto de Palos. Se mostró reacio a participar en el proyecto colombino, aun sabiendo que lo avalaba Martín Alonso Pinzón, por el que muestra admiración y respeto cuando dice:

(...) Que muchos no osaban venir (habla desde América) porque tenían por vana aquella empresa, e que si no viniera (Colón) con Martín Alonso Pinçón, que era hombre rico y emparentado, no viniera (Colón) con la gente que vino. Y que (esto) lo sabe porque se halló en Palos cuando el dicho Almirante armó la dicha armada y no quise ir por lo tener por cosa vana.
Pleitos Colombinos

Quizá la razón también pudiera ser que estaba recién casado con Catalina Ruiz.

### Viajes a América
Al regresar con éxito la primera expedición colombina, cambió su actitud y pasa a ser otro más de los activos descubridores palermos. Tomó parte en el segundo y tercer viaje de Colón (1493 y 1498). Con su hermano Diego de Lepe viajó seguidamente a Tierra Firme en 1499, tras los pasos de la expedición de Vicente Yáñez Pinzón que descubrió el Brasil, al que sobrepasaron cuando Pinzón se detuvo en la exploración de la desembocadura del río Amazonas. Fueron por ello Rodríguez Mafra y Diego de Lepe los verdaderos descubridores de esta costa, desde el Amazonas hasta las tierras descubiertas previamente por el Almirante Colón.
A continuación embarcó Mafra en la expedición de Rodrigo de Bastidas al Darién (1500-1502). De regreso en Palos, cuando se disponía a realizar un nuevo viaje a las Indias, tuvo que hacer un breve paréntesis en su aventura americana, ya que en 1505 fue enviado, con cargo de maestre de la carabela Santa Cruz, a la toma de Mazalquivir.
Los méritos realizados y la experiencia acumulada hicieron que se le nombrase piloto de Su Majestad, por real cédula a los oficiales de la Casa de Contratación de 23 de mayo de 1512.
En 1513 le encontramos como piloto de la Santa Cruz, junto a Juan Bermúdez, piloto de la Santa María de la Antigua y propietario de ambas carabelas que había comprado el año anterior en Portugal, dirigiéndose rumbo a Cuba y La Española a donde llevaban «ropa de mercaderes» y pasajeros. En este viaje les acompañó Juan Martín Pinzón, el hijo de Martín Alonso Pinzón.
A esta tarea de transportar hombres y mercancías para aprovisionar las islas debió dedicarse en esos años, ya que aparece nuevamente en Cuba (1515) y San Salvador (1516).

### Encuentro con Magallanes
En años posteriores (1517-18) debió conocer en Sevilla a Magallanes, que preparaba su viaje con el objetivo de encontrar un paso que le permitiera salvar el continente americano para llegar a tierras asiáticas por occidente, convenciéndole el portugués de que lo acompañara, para lo cual tuvo interesantes razones: una real cédula ofrecía conceder a los pilotos y maestres de naos que acompañaran a Magallanes privilegios de Caballería, y otra similar aumentaba en 6.000 maravedíes el sueldo anual de Juan Rodríguez Mafra, el tiempo que estuviera embarcado.

### Petición de escudo de armas para los Pinzón

Escudo de los Pinzón.

Pero antes de zarpar, encabeza la petición para que Su Majestad conceda escudo de armas a los Pinzón y otros marinos de Palos, exponiendo la lamentable situación en que se hallaban los descendientes de estos marinos, que tantos servicios habían ofrecido a la Corona. El emperador Carlos V finalmente concedió a los Pinzón, sus descendientes y familiares las siguientes armas:

(...) por la presente vos hacemos merced e queremos que podáis tener e traer por vuestras armas conocidas tres carauelas al natural en la mar e de cada una ellas salga una mano mostrando la primera tierra que así fallaron e descubrieron en un escudo tal como este ... ... e por orla del dicho escudo podays traer e trayays unas ancoras e unos coraçones las quales dichas armas vos damos ...
Archivo General de Indias.

### Viaje de Magallanes y Elcano
Después de estos preparativos, se embarca en la expedición de Magallanes junto a su hijo Diego, que va como paje, y Ginés de Mafra, un pariente suyo natural de Jerez de la Frontera y vecino de Palos.

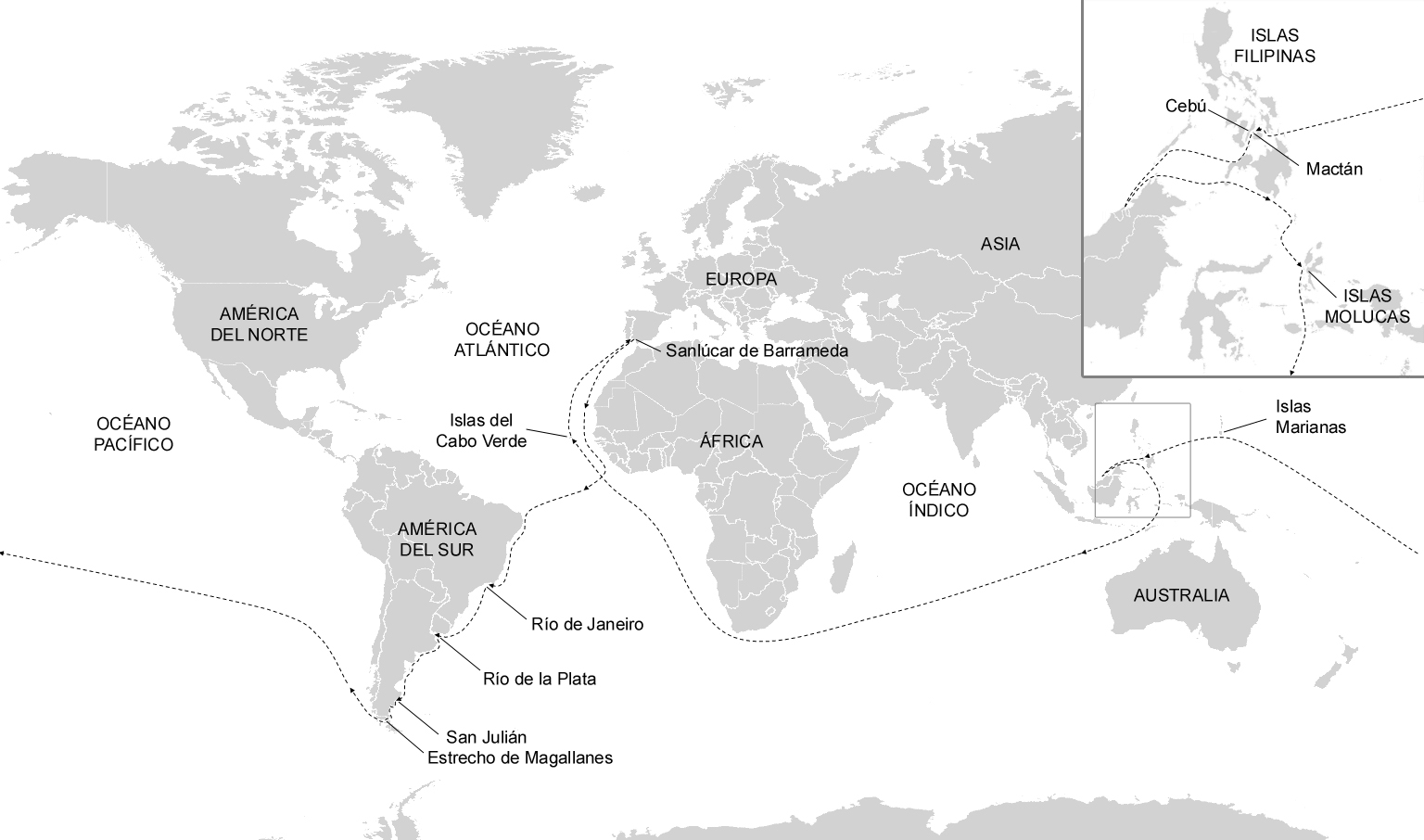
Primera vuelta al mundo, comenzada por Magallanes y terminada por Elcano en la que participó Juan Rodríguez Mafra.

#### Mafra, piloto de la naoSan Antonio
Zarpan de Sanlúcar de Barrameda el 20 de septiembre de 1519, en una expedición compuesta por las naves Trinidad, nave capitana al mando de Magallanes; Victoria, San Antonio, Concepción y Santiago. Rodríguez Mafra zarpó como piloto de la San Antonio, la mayor de las naos de la flotilla con sus 120 toneladas, y pusieron rumbo a Tenerife, donde arribaron el 26 de septiembre, para proseguir el viaje el 3 de octubre de 1519.
Llegaron a Río de Janeiro el 13 de diciembre, en un viaje deliberadamente lento porque Magallanes desconfiaba de algunos de los oficiales que llevaba y quería probar su lealtad antes de llegar al estrecho entre el Atlántico y el Pacífico, su pretendido «secreto». En realidad, lo que Magallanes buscaba como estrecho era la enorme desembocadura del Río de la Plata. Ante tal contrariedad y no pudiendo continuar hacia el sur en aquella época, tuvieron que pasar el invierno. El desánimo cundió entre la tripulación, fomentado por los oficiales de los que Magallanes sospechaba desde el inicio del viaje, circunstancia que le permitió abortar la rebelión desde el comienzo, ejecutando a estos cabecillas.

#### Hallazgo del estrecho de Magallanes
Deseosos de abandonar cuanto antes aquella inactividad, envían a la Santiago a explorar y naufraga, por lo que prosiguen anclados hasta el 18 de octubre de 1520, ya en plena primavera austral, en que reanudan el viaje. Juan Rodríguez Mafra va entonces como piloto de la Concepción, pues en la San Antonio el ambiente de rebeldía no le resultaba nada tranquilizador. Y, en efecto, esta nao no siguió a las demás una vez hallado el estrecho de Magallanes, sino que dio la vuelta y regresó a España, donde serían juzgados a su llegada.

#### Llegada a las Molucas y muerte de Rodríguez Mafra

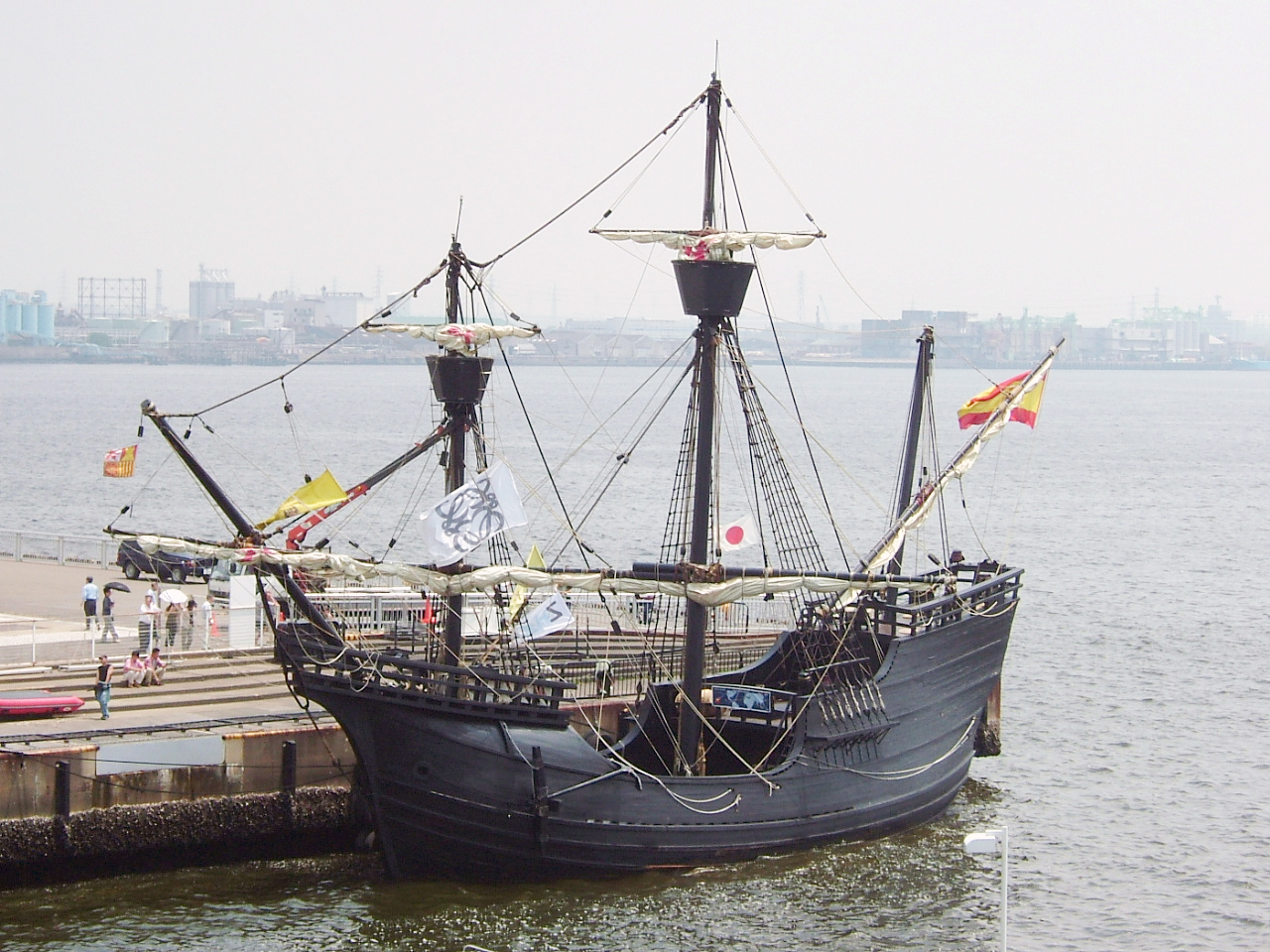
Réplica de la nao Victoria, la única de las cinco naves de Magallanes que retornó a España en 1522, siendo la primera en circunnavegar el globo terrestre.

Las tres naves restantes de la expedición, después de más de tres meses de navegación por el enorme océano Pacífico, sin ver más tierra que la de algunos islotes, llegaron el 6 de marzo de 1521 a las islas de los Ladrones (las Marianas) y comienzan a explorar el archipiélago de las Filipinas, hasta que Magallanes muere a manos de los indígenas en la batalla de Mactán el 27 de abril de 1521. A los pocos días es quemada la nao Concepción. Juan Rodríguez Mafra, probablemente ya enfermo, inicia en la Trinidad o la Victoria un largo periplo de más de seis meses hasta que al fin llegan a Tidore, en las islas de las Especias (las Molucas), el objetivo de todos los descubridores de la época, para su desencanto se dieran cuenta de que ya los portugueses llevaban allí 10 años. Era el 8 de noviembre de 1521. Mes en que moría, al parecer de fiebres, Juan Rodríguez Mafra.

#### Final de la expedición
Cuando la nao Victoria entra en Sevilla el 8 de septiembre de 1522, después de dar la primera vuelta al mundo, solo 18 hombres, en muy mal estado, desembarcan encabezados por su capitán Juan Sebastián Elcano. De los Mafra, Ginés fue uno de los supervivientes que no regresaron con el grupo de los 18, según se desprende de la documentación originada de su proceso de separación matrimonial, ya que la que fue su esposa, dándole por muerto, se había casado de nuevo. Ginés de Mafra, hombre muy culto, nos legó una interesante historia del primer viaje que dio la vuelta al mundo.